# 斯洛博達-新謝利齊卡
51°13′17″N 28°56′40″E / 51.22139°N 28.94444°E
斯洛博達-新謝利齊卡（烏克蘭語：Слобода-Новоселицька），是烏克蘭北部的村莊，隸屬日托米爾州的科羅斯滕區。該村始建於1653年，面積0.24平方公里，海拔高度146米，2001年人口47，人口密度每平方公里195.02人。